# La Rose écorchée
Pour plus de détails, voir Fiche technique et Distribution.
La Rose écorchée est un film d'horreur réalisé par Claude Mulot sorti en 1970, inspiré des films Les Yeux sans visage de Georges Franju et L'Horrible Docteur Orlof de Jesús Franco.

## Synopsis
Moira, maîtresse du célèbre peintre portraitiste Frédéric Lansac, vivant dans un château isolé à moitié en ruines, pousse la femme de celui-ci, Anne Lansac, dans un feu. Cette dernière s'en trouve défigurée. Son mari, Frédéric, part à la recherche d'un chirurgien esthétique pour lui refaire le visage. Ce chirurgien esthétique, le professeur Rohmer, a besoin d'une donneuse vivante afin de greffer un nouveau visage sur Anne.

## Fiche technique
- Titre français : La Rose écorchée ou H comme Horreur[1]
- Réalisation : Claude Mulot
- Scenario : Claude Mulot, Jean Larriaga, Edgar Oppenheimer
- Photographie :	Roger Fellous
- Montage : Monique Kirsanoff
- Musique : Jean-Pierre Dorsay
- Production : J. Selznick, L.-J. Selznick, Raymond Hébert, Edgar Oppenheimer
- Société de production : Transatlantic Productions, Hans Oppenheimer Film
- Pays de production :  France
- Langue originale : français
- Format : Couleur par Eastmancolor - 1,66:1 - Son mono - 35 mm
- Durée : 94 min (1 h 34)
- Genre : Film d'épouvante
- Dates de tournage : du 8 mai au 2 juin 1969
- Dates de sortie :
  - États-Unis : 2 septembre 1970 (El Paso)
  - France : 25 septembre 1970[1]
- Affiche : Jean Mascii (France)

## Distribution
- Philippe Lemaire : Frédéric Lansac
- Anny Duperey : Anne Lansac (créditée Annie Duperey)
- Élizabeth Teissier : Moira (créditée Elisabeth Teissier)
- Olivia Robin : Barbara
- Michèle Perello : Agnès (créditée Michelle Perello)
- Valerie Boisgel : Catherine
- Jean-Pierre Honoré : Paul Bertin (crédité J.P. Honoré)
- Gérard-Antoine Huart : Wilfried (crédité Gérard Huart)
- Jacques Seiler : Le policier
- Michel Charrel : L'homme louche
- Véronique Verlhac : Cliente de la galerie de peinture (non créditée)
- Roberto : Igor, un nain
- Johnny Cacao : Olaf, un nain
- Howard Vernon : Professeur Rohmer, le chirurgien esthétique

## Anecdotes
Le nom du héros du film, Frédéric Lansac, sera par la suite utilisé par Claude Mulot dans le cadre de la réalisation de ses films érotiques pour les signer sous ce pseudonyme.

## Blu-ray et DVD
Le film restauré La Rose écorchée est édité en combo Blu-ray 4K Ultra HD + DVD collector par l'éditeur Le Chat qui fume le 17 mai 2019. Une édition Blu-ray simple sort le 6 janvier 2020 chez le même éditeur.